# جايسون شورت
جايسون شورت (بالإنجليزية: Jason Short)‏ هو لاعب كرة قدم أمريكية أمريكي، ولد في 16 يوليو 1978 في باينسفيل في الولايات المتحدة.

## وصلات خارجية
- جايسون شورت على موقع مرجع كرة القدم المحترفة.كوم (الإنجليزية)